# Кувуклија
Кувуклија (грч. Κουβούκλια) је насељено место у општини Сервија у периферији Западна Македонија, Грчка. Према попису из 2021. године било је 19 становника.
Насеље је 1913. године имало 211 житеља Турака. После 1923. године турско становништво је принудно исељено у Турску а на њихово место је насељена 31 караманлијска избегличка породица, којих је на попису из 1928. године било 128. Село се раније звало Биџели.